# Víctor Licandro
Víctor Manuel Licandro Martínez (Tacuarembó, 26 de febrero de 1918-Montevideo, 30 de marzo de 2011) fue un periodista, político y militar uruguayo y figura de relevancia en la creación del partido político Frente Amplio.

## Biografía

### Carrera militar
Radicado junto a su familia en Montevideo, desde los 14 años, a los 15 fue apresado por razones políticas durante la dictadura de Terra.
Al egresar de la Escuela Militar con el grado de Alférez en el arma de caballería, en 1940, por una razón de sentimientos, elige como su primera unidad militar, el Regimiento de Caballería Nº 5 de Tacuarembó (que en aquel momento ostentaba el Nº 9). Realizó en 1947, junto a topógrafos del Instituto Militar Argentino, los trabajos de relevamiento topográfico para las obras binacionales de construcción de la Represa de Salto Grande. Fue enviado a Europa en 1951 para realizar estudios de fotogrametría y cartografía, en el marco de los cuales visitó instalaciones de Suiza y Holanda. En 1959 se destacó en actividades de salvataje durante las inundaciones en el norte del país.
Finalmente, pasó a retiro con el grado de General, en el año 1969, entre otras razones, por notorias desavenencias con la conducción política que en ese momento tenía la República Oriental del Uruguay.

### Carrera política
Originalmente era de extracción batllista. Estuvo preso durante la dictadura de Gabriel Terra. 
Su ingreso a la política activa estuvo marcado por su participación, el 5 de febrero de 1971 en la fundación del Frente Amplio.
El 9 de julio de 1973 se realizó una manifestación pública contra el golpe de Estado del 27 de junio de ese año. Ese día, Licandro fue apresado. junto al general Líber Seregni; ambos se encontraban en casa del coronel Carlos Zufriategui. 
El 8 de abril, Hugo Batalla, abogado de Licandro, anunció que su defendido sería liberado tras nueve años y ocho meses de detención al considerar el Supremo Tribunal Militar que su pena estaba cumplida. Recupera la libertad el 11 de abril de 1983.
Luego de su liberación, y estando proscritos de sus derechos ciudadanos, participa en noviembre de 1983 del Acto del Obelisco, en el cual se exigió la vuelta a la democracia. Luego de la salida de la dictadura, ocupó varios puestos de relevancia dentro de la organización política Frente Amplio, como la presidencia de la Mesa Política (1984-1986) y la presidencia del Tribunal de Conducta Política entre mayo de 1994 hasta agosto de 2007.
Falleció en Montevideo a los 93 años.